# 卡劳
卡劳（德語：Calau，發音：[ˈkaːlaʊ] ⓘ，發音：[ˈkalawa]）是德国勃兰登堡州上施普雷瓦尔德-劳西茨县的城市，面积163.5平方千米，2023年12月31日人口为7,695人。